# Луций Семпроний Атрацин
Вижте пояснителната страница за други личности с името Луций Семпроний Атрацин.
Луций Семпроний Атрацин (на латински: Lucius Sempronius Atratinus) e политик на ранната Римска република.
Атрацин произлиза от патрицианската фамилия Семпронии, клон Атрацини. Той е баща на Авъл Семпроний Атрацин (началник на конница 380 пр.н.е.), син е на Авъл Семпроний Атрацин (консул 497 и 491 пр.н.е.) и е брат на Авъл Семпроний Атрацин (военен трибун 444 пр.н.е.).
През 444 пр.н.е. е суфектконсул с Луций Папирий Мугилан, след като тримата консулски военни трибуни Тит Клелий Сикул, Луций Атилий Луск и брат му Авъл Семпроний Атрацин напускат след три месеца, изглежда по религиозни причини или грешен избор.
През 443 пр.н.е. заедно с Луций Папирий Мугилан са цензори.